# Essigsäureisobutylester
Essigsäureisobutylester, oft auch als Isobutylacetat bezeichnet, ist eine organisch-chemische Verbindung aus der Stoffgruppe der Carbonsäureester. Der Ester leitet sich von der Essigsäure und von Isobutanol ab. Isomere Verbindungen, die sich von anderen isomeren Butanolen ableiten, sind n-Butylacetat und sec-Butylacetat, sowie tert-Butylacetat.

## Vorkommen

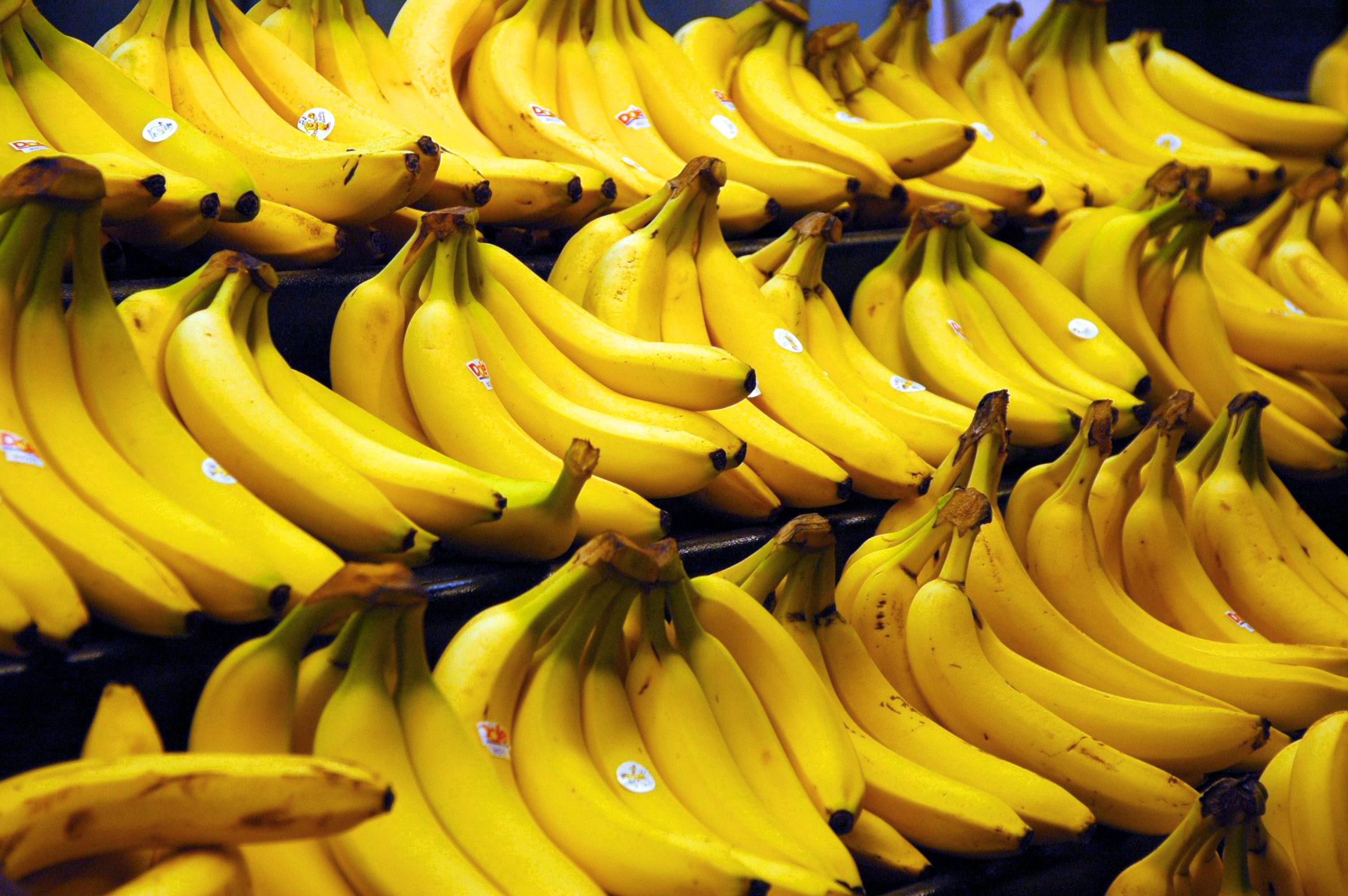
Bananen gehören zu den Früchten, die viel Isobutylacetat enthalten

Essigsäureisobutylester ist ein Fruchtester, der in vielen Früchten enthalten ist. Eine wichtige Komponente ist er beispielsweise in Bananen und Melonen. Er kommt außerdem in Äpfeln, Birnen, Pflaumen, Papaya, Pfirsich und Plattpfirsich, Erdbeeren, Blaubeeren, Litschi, Feigen, Nektarinen, sowie in Mangaba, Curuba und den Früchten von Strychnos cocculoides (Gattung Brechnüsse) vor. Auch in alkoholischen Getränken wie Apfelwein und Maulbeerwein kommt die Verbindung vor.

## Gewinnung und Darstellung
Essigsäureisobutylester wird großtechnisch durch säurekatalysierte Veresterung von Essigsäure mit Isobutanol bei Temperaturen von 110–120 °C in Reaktionskolonnen hergestellt.
Als Katalysatoren eignen sich neben Mineralsäuren wie Schwefelsäure, auch saure Ionentauscherharze oder Zeolithe. Im Labormaßstab wird als Katalysator meist p-Toluolsulfonsäure verwendet.

## Eigenschaften

### Physikalische Eigenschaften
Essigsäureisobutylester hat eine relative Gasdichte von 4,01 (Dichteverhältnis zu trockener Luft bei gleicher Temperatur und gleichem Druck) und eine relative Dichte des Dampf-Luft-Gemisches von 1,06 (Dichteverhältnis zu trockener Luft bei 20 °C und Normaldruck). Außerdem weist Isobutylacetat einen Dampfdruck von 19,9 hPa bei 20 °C, 33,9 hPa bei 30 °C, 55,4 hPa bei 40 °C und 87,7 hPa bei 50 °C auf. Die Verdunstungszahl beträgt 7,2. Mit Wasser bildet die Verbindung ein bei 87,4 °C azeotrop siedendes Gemisch. Die Mischbarkeit mit Wasser ist nur gering. In Wasser lösen sich bei 20 °C nur 0,67 Ma% Ester bzw. im Ester lösen sich bei 20 °C nur 1,65 Ma% Wasser.

### Thermodynamische Eigenschaften
Die Dampfdruckfunktion ergibt sich nach Antoine entsprechend log10(P) = A−(B/(T+C)) (P in bar, T in K) mit A = 4,53676, B = 1625,875 und C = −32,494 im Temperaturbereich von 2529 bis 391 K
| Eigenschaft           | Typ        | Wert [Einheit]                | Bemerkungen                |
| --------------------- | ---------- | ----------------------------- | -------------------------- |
| Verbrennungsenthalpie | ΔcH0liquid | −3534 kJ·mol−1[31]            |                            |
| Wärmekapazität        | cp         | 240,2 J·mol−1·K−1 (17 °C)[32] | als Flüssigkeit            |
| Kritische Temperatur  | Tc         | 561,5 K[33]                   |                            |
| Kritischer Druck      | pc         | 31,8 bar[33]                  |                            |
| Verdampfungsenthalpie | ΔVH0       | 35,9 kJ·mol−1[34]             | beim Normaldrucksiedepunkt |

### Chemische Eigenschaften
Essigsäureisobutylester ist eine leicht entzündbare Flüssigkeit aus der Stoffgruppe der Carbonsäureester. In Wasser ist der Ester schwer löslich, in den gebräuchlichen organischen Lösungsmitteln jedoch gut. Außerdem ist die Flüssigkeit leicht flüchtig. Mit starken Oxidationsmitteln können explosive Reaktionen eintreten. Mit Alkalihydroxide oder Kalium-tert-butoxid reagiert Isobutylacetat ebenfalls heftig.

## Verwendung
Die Weltjahresproduktion von Isobutylacetat betrug im Jahr 2002 etwa 74.000 Tonnen. Es wird als Lösungsmittel für Beschichtungsprozesse verwendet, in Farben und Klebstoffen für den Modellbau und gelegentlich in Nagellack. Es wird außerdem als Duftstoff eingesetzt und hat einen durchdringenden Geruch nach Ananas und Banane. Auch als Aromastoff findet es Verwendung; in der EU ist es unter der FL-Nummer 09.005 für Lebensmittel allgemein zugelassen.
Essigsäureisobutylester wird als hervorragendes Lösungsmittel für Beschichtungsstoffe, Druckfarben und Lacke eingesetzt. Des Weiteren ist Isobutylacetat ein sehr gutes Lösemittel für Cellulosenitrat, Kolophonium und einige andere Naturharze, Polystyrol, Polyvinylacetate, Polyvinylether, Polyacrylsäureester und einige Copolymerisate des Vinylchlorids. Außerdem löst es modifizierte Phenolharze, Harnstoff- und Melamin-Harze, Keton- und Epoxidharze, ferner auch Fette und Öle. Nachchloriertes Polyvinylchlorid und Vinylacetat, Vinylchlorid, Dicarbonsäure-Copolymerisate sind etwas schwerer löslich, ebenso Chlorkautschuk. Naturkautschuk, Celluloseether und Polyvinylbutyrale werden nur gequollen. Praktisch unlöslich sind u. a. Schellack, Celluloseacetat, Celluloseacetobutyrat, Polyvinylformal, Polyvinylcarbazol und Wachse. Ganz besonders gut eingesetzt werden kann Isobutylacetat als Lösungsmittel für Nitrolacke, um die Viskosität herabzusetzen und die Verschneidfähigkeit zu erhöhen. Im Handel wird Isobutylacetat meist als Lösungsmittel-Gemisch mit 85 % Isobutylacetat und 15 % Isobutanol vertrieben.

## Sicherheitshinweise
Die Dämpfe von Isobutylacetat können mit Luft explosive Gemische bilden. Der Stoff wird hauptsächlich über den Atemtrakt und die Haut aufgenommen. Bei Aufnahme oder Exposition kommt es akut zu Reizungen der Augen und Atemwege. Bei höherer Konzentration kann eine Störung des Zentralnervensystems eintreten. Chronisch Folgen können Reizwirkungen auf Schleimhäute und Hautveränderungen sein. Eine Reproduktionstoxizität und Mutagenität konnte jedoch ausgeschlossen werden. Zur Kanzerogenität liegen keine ausreichenden Angaben vor. Isobutylacetat weist eine untere Explosionsgrenze (UEG) von ca. 1,25 Vol.-% (60 g/cm3) und eine obere Explosionsgrenze (OEG) von ca. 10,5 Vol.-% (510 g/cm3) auf. Der untere Explosionspunkt liegt bei 15 °C. Die Zündtemperatur beträgt 420 °C. Der Stoff fällt somit in die Temperaturklasse T2 und in die Explosionsgruppe IIA. Mit einem Flammpunkt von 18 °C gilt Isobutylacetat als leicht entflammbar.